# Vidracco
Vidracco is een gemeente in de Italiaanse provincie Turijn (regio Piëmont) en telt 541 inwoners (31-12-2004). De oppervlakte bedraagt 3,2 km², de bevolkingsdichtheid is 169 inwoners per km².

## Demografie
Vidracco telt ongeveer 331 huishoudens. Het aantal inwoners steeg in de periode 1991-2001 met 25,2% volgens cijfers uit de tienjaarlijkse volkstellingen van ISTAT.
| Jaar | Inwoneraantal |
| ---- | ------------- |
| 1991 | 417           |
| 2001 | 522           |

## Geografie
Vidracco grenst aan de volgende gemeenten: Castellamonte, Issiglio, Vistrorio, Baldissero Canavese.

## Bezienswaardigheden
- Federatie van Damanhur met de Tempels van de Mensheid

1. ↑  https://demo.istat.it/?l=it.